# يوشيميتشي كاميدا
يوشيميتشي كاميدا (باليابانية: 亀田祥倫) رسام أنمي ومصمم شخصيات أنمي ياباني. ولد في هيروشيما عام 1984.

## أعماله

### مسلسلات أنمي
- سول إيتر (2008) - الرسوم الاصلية (حلقة 34)
- دورايمون (2009) - الرسوم الاصلية (أغنية البداية الخامسة، الحلقة 318، الحلقة 330، الحلقة 369، الحلقة 504، الحلقة 612)
- مجرة الحصير (2010) - الرسوم الاصلية (الحلقة 6)
- سيتوكاي ياكويندومو (2010) - الرسوم الاصلية (الحلقة 11)
- ناروتو شيبودن (2010) - الرسوم الاصلية (أغنية النهاية الخامسة عشر)
- بليتش (2011) - الرسوم الاصلية (الحلقة 341)
- هاجيمي نو إيبو (2014) - الرسوم الاصلية (الحلقة 20)
- سبيس داندي (2014) - تصميم شخصية الضيف (الحلقة 14)، الرسوم الاصلية (الحلقة 22، الحلقة 26)
- ون بنش مان (2015) - تصميم شخصيات (الحلقة 8، الحلقة 9)، مخرج الرسوم المتحركة (الحلقة 9)، الرسوم الاصلية (أغنية البداية، الحلقة 1، الحلقة 3، الحلقة 4، الحلقة 9)
- موب سايكو 100 (2016) - تصميم الشخصيات، مخرج الرسوم المتحركة (أغنية البداية، الحلقة 1، الحلقة 8، الحلقة 11، الحلقة 12)، الرسوم الاصلية (أغنية البداية)
- فلب فلابرز (2016) - مخرج الرسوم المتحركة (الحلقة 12)

### أوفا
- إيسيكاي نو سيكيشي مونوغاتاري (2009) - الرسوم الاصلية (الحلقة 2)
- الرجل الحديدي (2013) - الرسوم الاصلية
- ماغي (2014) - الرسوم الاصلية (الحلقة 2)

### أفلام أنمي
- سيف الغريب (2007) - الرسوم الاصلية
- الخيميائي الفولاذي: نجمة ميلوس المقدسة (2011) - الرسوم الاصلية
- إيفانجيليون: 3.0 أنت (لا) تستطيع الإعادة (2012) - الرسوم الاصلية